# Подлипки (станция)
Подли́пки — железнодорожная станция Рязанского направления Московской железной дороги на участке Голутвин — Рыбное. Находится в городском округе Луховицы Московской области. По основному характеру работы является промежуточной, по объёму работы отнесена к 4 классу. Входит в Рязанский центр организации работы станций ДЦС-2 Московской дирекции управления движением.
Станция названа по деревне Подлипки, расположенной в 800 метрах на юго-запад. Рядом со станцией с восточной стороны находится посёлок Сельхозтехника.

## Описание
Всего на станции три транзитных пути: два главных № I, II, а также дополнительный путь №3 между ними.
На станции две низкие боковые пассажирские платформы для пригородных электропоездов, расположены у главных путей. Есть старое вокзальное здание.
Станция является транзитной для всех пригородных электропоездов. Движение от станции возможно:
- На северо-запад: на Голутвин и далее на Москву-Казанскую
- На юго-восток: на Рыбное и далее на Рязань I / Рязань II

Работают электропоезда маршрутов:
- Москва-Пасс.-Казанская — Рязань I (3 пары)
- Рязань II — Москва-Пасс.-Казанская (1 поезд)
- Голутвин — Рязань I (3 пары по будням, 4 по выходным)